# 白鳥勝浩
白鳥 勝浩（しらとり かつひろ、1976年10月29日 - ）は、日本の元ビーチバレーボール選手、元インドアバレーボール選手。現在は、ビーチバレー日本代表の女子監督を経て、2013年夏からビーチバレーボール評議会評議会委員 強化委員長。
日本ビーチバレーボール選手会初代会長。

## 来歴
東京都大田区出身。中学時代からバレーボールを始め、バレーボールの名門、東亜学園高等学校で春の高校バレーで準優勝とインターハイで全国3位を経験した。また東海大学では全日本インカレで準優勝するなど活躍した。卒業後はビーチバレー選手として活躍、オリンピック3大会（北京、ロンドン、東京）でビーチバレー日本代表。
日本バレーボール協会ビーチバレーの強化委員長兼女子代表監督を務めたが、2014年12月に職を辞し現役復帰が発表された。
2015年に発足されたトヨタ自動車ビーチバレーボール部に参加。
2020年東京オリンピックには石島雄介とペアを組んで出場したが1次リーグ敗退となった。
2022年、トヨタ自動車を退社し、株式会社カブトに所属。
2024年9月、ジャパンビーチバレーボールツアー第7戦グランドスラムお台場大会を最後に現役引退することを表明した。

## 所属チーム
- 東亜学園高等学校
- 東海大学
- 湘南ベルマーレ
- トヨタ自動車（2015-2022年）
- カブト（2022年-）

## 戦績
- 1993年3月 - 第24回全国高等学校バレーボール選抜優勝大会 3位。
- 1994年3月 - 第25回全国高等学校バレーボール選抜優勝大会 準優勝。
- 1994年8月 - 全日本高校選抜 アトランタ遠征 （加藤陽一らと一緒に）。
- 1994年8月 - 全国高校総体バレーボール（インターハイ） 3位。
- 1995年 - 第48回全日本バレーボール大学男子選手権大会 ベスト8。
- 1996年 - 第49回全日本バレーボール大学男子選手権大会 準優勝。
- 1998年 - 第51回全日本バレーボール大学男子選手権大会 ベスト8。
  - 大学在学中の1998年よりビーチバレーに参戦。
  - 同年の全日本ビーチバレー大学男子選手権で優勝。
- 2001年 - 渡辺聡（湘南ベルマーレ）とペア結成。
  - 2002年～2004年のビーチバレージャパンで3連覇。以降、他選手とのペアを含んで2011年まで11連覇を達成。
- 2005年 - 森川太地（FOVA)とペア結成。
- 2005年8月 - 西村晃一（ビーチウィンズ）とペア結成。
- 2006年8月 - 朝日健太郎（フリー）とペア結成。
- 2008年 - 北京オリンピック 9位。
- 2012年 - ロンドンオリンピック代表[9]。
- 2016年 - リオデジャネイロオリンピックアジア4次予選敗退（上場雄也とペア）[10]。
- 2021年 - 東京オリンピック代表（石島雄介とペア）